# Estação Clot

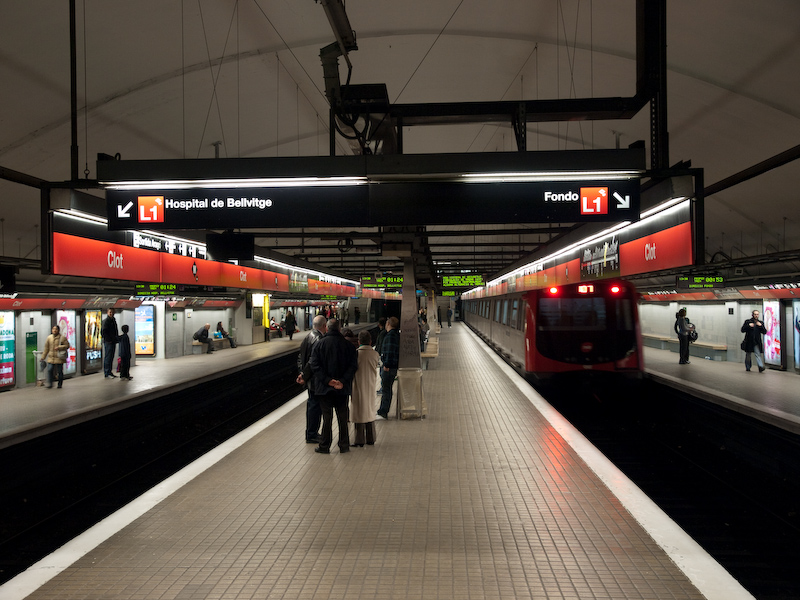
Plataformas de embarque e desembarque estação do metrô Clot.

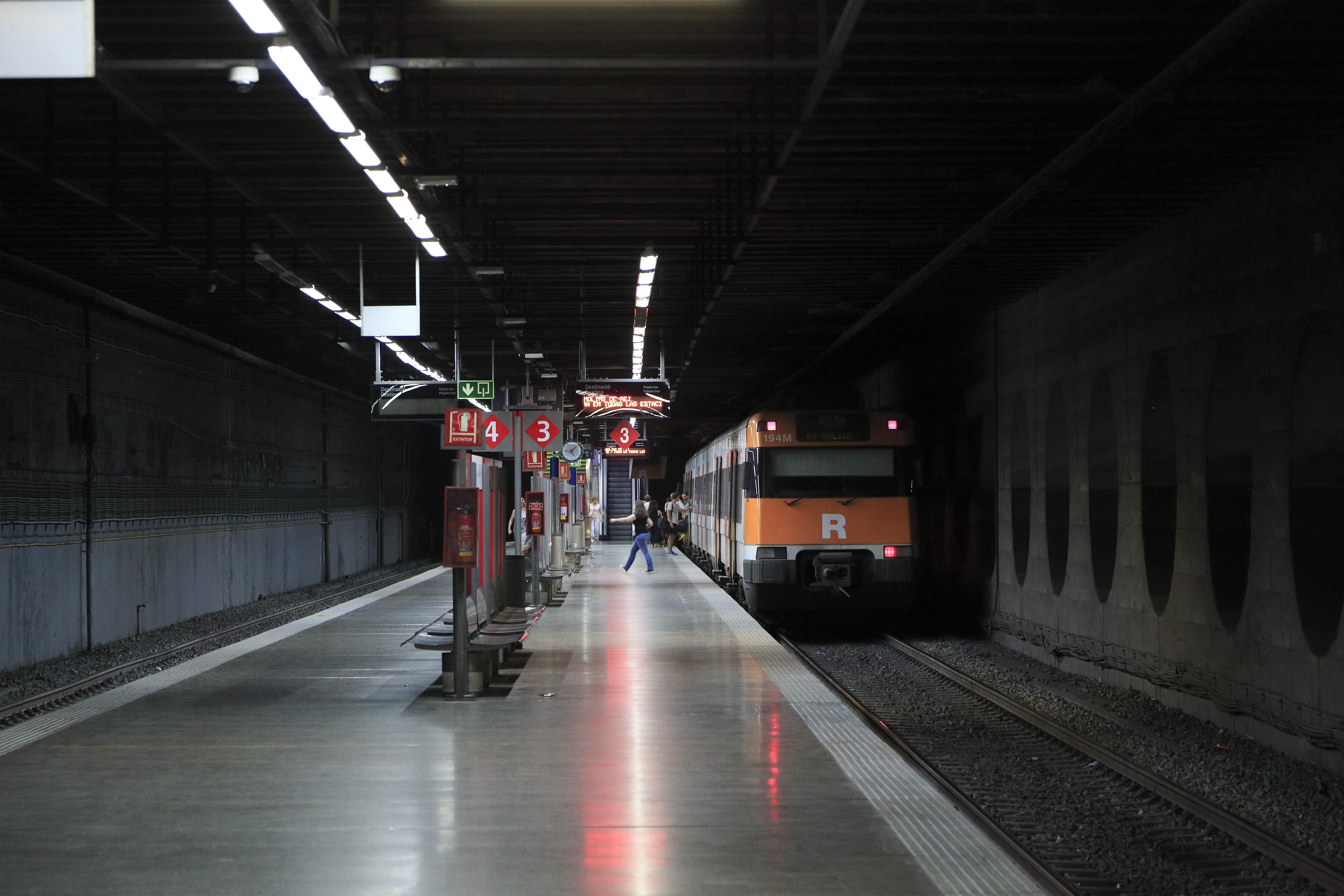
Plataformas de embarque e desembarque estação ferroviária Clot-Aragón.

Clot é uma estação das linhas: Linha 1 e Linha 2 do Metro de Barcelona.

## Localização
A estação da Linha 1, inaugurada em 1951, foi construída abaixo da Avinguda Meridiana entre a Carrer Aragó e a Carrer València, e está organizada de acordo com a solução espanhola com plataformas laterais e centrais. A estação da Linha 2 de nível inferior fica abaixo da Carrer València.

## Estação ferroviária
A estação ferroviária regional identificada como Estación de Clot-Aragón, servida pela Renfe e Rodalies de Catalunya está conectada à estação de metrô Clot através da linha 1. Ela oferece conexões para os trens R1 e R2 Rodalies e para os trens regionais Ca2.